# Бём, Георг
Гео́рг Бём (нем. Georg Böhm) (2 сентября 1661 — 18 мая 1733) — немецкий композитор и органист. Известен своим вкладом в развитие формы хоральной партиты и влиянием на творчество Иоганна Себастьяна Баха в молодости. Представитель северонемецкой органной школы.

## Биография
Георг Бём родился в 1661 году в Хохенкирхене (Тюрингия, Германия). Его от
В 1693 году он поселился в Гамбурге, который в то время был важным культурным центром и где было ощутимо влияние итальянской музыки (благодаря Гамбургской опере). Несколько лет Бём проработал в Гамбурге, занимаясь с известным органистом Рейнкеном.
Был женат и имел пять сыновей.
Позже Бём переехал в Люнебург, где наибольшее влияние имела французская музыка. В 1698 Бём стал органистом церкви св. Иоанна, где прослужил до самой смерти в 1733 году.

## Влияние на И. С. Баха
В 1775 г. сын Иоганна Себастьяна Карл Филипп Эммануил сказал Форкелю, что его отец «любил и изучал произведения люнебургского органиста Георга Бёма». Бах познакомился с Бёмом и его творчеством, когда находился в Люнебурге в 1700—1703 гг. (в то время он обучался при церкви св. Михаила).

## Творчество
Бём известен сочинениями для органа и клавесина (в основном прелюдиями, фугами и партитами). Многие его произведения можно играть на разных инструментах, будь то орган, клавесин или клавикорд, в зависимости от того, что имеется в распоряжении исполнителя. Музыка Бёма замечательна тем, что она написана в «фантастическом стиле», то есть стиле, основанном на импровизации.

### Хоральные партиты
Наибольшим вкладом Бёма в северонемецкую клавирную музыку стали хоральные партиты — произведения, состоящие из нескольких вариаций на мелодию хорала. Бём был прародителем этой музыкальной формы. Он писал по нескольку партит разной длины в разных тональностях. Другие композиторы, и в первую очередь И. С. Бах, тоже писали партиты и учились в этом у Бёма. Партиты Бёма можно с одинаковым успехом играть на органе и клавесине, при этом стандартная запись партиты обычно делалась на двух нотоносцах, а не на трёх. Исполнитель музыки на органе, для которого педальная партия помещается на третьей строке, волен по желанию либо играть произведение только руками, либо нижний голос исполнять на педальной клавиатуре.